# André Frossard
André Frossard (Saint-Maurice-Colombier, 14 de janeiro de 1915 — Versalhes, 2 de fevereiro de 1995) foi um jornalista e escritor francês.

## Biografia
O pai de André Frossard foi Louis-Oscar Frossard, um dos fundadores históricos do Partido Comunista Francês, que foi líder do partido por 31 anos. Seus pais o criaram como ateu, mas aos 20 anos de idade se converteu à religião católica romana depois de ter uma visão sobre "um mundo distinto, de um resplendor e uma densidade que aproximam o nosso às sombras frágeis dos sonhos incompletos". Foi batizado em 8 de julho de 1935, na Chapelle des Religieuses de l’Adoration.
Foi editorialista do periódico Le Figaro, e por ocasião da II Guerra Mundial esteve na Marinha da França e depois participou da resistência à ocupação alemã no território francês. Caiu preso nas mãos da Gestapo e esteve durante um ano preso na "Barraca dos Judeus" da prisão de Fort Montluc. Quando a guerra terminou, recebeu de Charles de Gaulle a  Légion d'honneur, a mais elevada condecoração militar da França.
Foi redator-chefe e escritor em diversos periódicos como o Le Temps présent, L'Aurore e Paris-Match, dentre outros. Teve mais de 15 mil artigos publicados, publicou ainda vinte e três livros, a maioria de fundo filosófico ou religioso.
André Frossard foi eleito para a Academia Francesa de Letras em 1987, para a cadeira n. 2. Sucedeu a René de Castries. Foi um dos amigos franceses mais próximos do Papa João Paulo II.

## Honrarias
- Officier de la Légion d'honneur
- Croix de guerre 1939-1945
- Médaille de la Résistance
- Grã-Cruz de Pio IX